# Filiberto Ojeda Ríos
Filiberto Ojeda Ríos (Naguabo, 26 d'abril de 1933 - Hormigueros, 23 de setembre de 2005) fou un líder independentista porto-riqueny, partidari de la lluita armada i cap de l'Ejército Popular Boricua, més conegut com a Macheteros.
Era músic aficionat, el 1961 marxà amb la família a Cuba, on treballà per al servei d'intel·ligència de Fidel Castro. El 1967 tornà a Puerto Rico i fundà diversos grups independentistes, entre ells les FALN, que el 1976 van prendre el nom d'Ejército Popular Boricua (EPB), més conegut com Los Macheteros, que organitzaren diversos atemptats terroristes. El 1978 es va establir a Nova York i hi fundà el Movimiento Independentista Revolucionario Armado (MIRA) amb Narciso Rabell Martínez i Roberto José Todd.
El 1983 fou acusat de l'assalt a un camió blindat de la Wells Fargo a West Hartford (Connecticut) i des d'aleshores ha estat en crida i cerca pel FBI. Fou capturat el 30 d'agost del 1985, però el 1990 aconseguí escapar. El 1992 fou condemnat in absentia a cinquanta-cinc anys de presó per l'assalt. Des d'aleshores es va moure en la clandestinitat i donava discursos gravats en cassette. El 2005 morí en un enfrontament amb forces de l'FBI a la vora d'on s'amagava.